# 黄羊河水库
黄羊河水库是中国甘肃省武威市境内的一座水库，位于石羊河上，建于1960年。水库正常库容为3377万立方米，集雨面积为828平方千米，海拔为2038.5米。